# Ledropsis singalensis
Ledropsis singalensis är en insektsart som beskrevs av William Lucas Distant 1912. Ledropsis singalensis ingår i släktet Ledropsis och familjen dvärgstritar. Inga underarter finns listade i Catalogue of Life.